# Julius Petersen
Julius Peter Christian Petersen (ur. 16 czerwca 1839 w Sorø, Zelandia Zachodnia, zm. 5 sierpnia 1910, w Kopenhadze) – duński matematyk aktywny na polu geometrii, analizy zespolonej, teorii liczb, fizyki matematycznej, ekonomii matematycznej, kryptografii oraz teorii grafów. W szczególności w dziedzinie teorii grafów prace Petersena uważane są za pionierskie (zob. graf Petersena). Członek założyciel Duńskiego Towarzystwa Matematycznego (1873). Profesor matematyki na Uniwersytecie Kopenhaskim (1877). Autor wielu podręczników dla uczniów i studentów.

## Wybrane publikacje
- Kinematik, Kopenhaga (1884)
- Julius Petersen, Kinematik, Verlag von Andr. Fred. Höst & Sohn, 1884. Brak numerów stron w książce
- Lehrbuch der Dynamik fester Körper, Kopenhaga (1887)
- Julius Petersen: Lehrbuch der Dynamik fester Körper. Kopenhagen: Host, 1887. OCLC 25667748. (niem.). Brak numerów stron w książce
- Theorie der algebraischen Gleichungen, Kopenhaga (1878)
- Julius Petersen, Die Theorie der regulären graphs, „Acta Mathematica”, 15 (1), 1891, s. 193–220, DOI: 10.1007/BF02392606, ISSN 0001-5962 (niem.).
- Vorlesungen über Funktionstheorie, Kopenhaga (1898)
- Methoden und Theorien zur Auflösung geometrischer Constructionsaufgaben: angewandt auf etwa 400 Aufgaben, Kopenhaga (1879)